# Actividad sísmica de Chile en 2002
La Actividad sísmica de Chile en 2002 es el segundo informe de "Actividad sísmica de Chile" creado por la ONEMI de Chile en el cual se informa a la población acerca de los sismo perceptibles en el país, ya sea la actividad sísmica ocurrida en el país, o países vecinos que afectaron a los habitantes en cierto modo.

## Resumen
Se produjeron 50 sismos entre 5,0 y 5,9 grados en la escala de Richter, y 5 sismo de 6,0 o más grados. La cantidad de sismo por cada mes es la siguiente: enero 1, febrero 1, marzo 5, abril 6, mayo 7, junio 5, julio 3, agosto 10, septiembre 2, octubre 3, noviembre 5 y diciembre 7.

## Sismos mayores a 5,0 grados

### Enero
- 15 de enero: De 5,1 grados a las 00:48 horas, con epicentro a 43 kilómetros al oeste de Ovalle, Región de Coquimbo.

### Febrero
- 22 de febrero: De 5,2 grados a las 20:10 horas, con epicentro a 127 kilómetros al norte de Chañaral, Región de Atacama.

### Marzo
- 3 de marzo: De 5,5 grados a las 04:16 horas, con epicentro a 75 kilómetros al oeste de Coihaique, Región de Aysén.
- 3 de marzo: De 5,4 grados a las 08:57 horas, con epicentro a 119 kilómetros al norte de Caleta Tortel, Región de Aysén.
- 7 de marzo: De 5,1 grados a las 19:51 horas, con epicentro a 191 kilómetros al norte de Salta, Argentina.
- 16 de marzo: De 5,0 grados a las 16:20 horas, con epicentro a 74 kilómetros al este de Salamanca, Región de Coquimbo.
- 17 de marzo: De 5,2 grados a las 23:09 horas, con epicentro a 67 kilómetros al sureste de la Mina Collaguasi, Región de Antofagasta.

### Abril
- 1 de abril: De 6,4 grados a las 15:59 horas, con epicentro a 54 kilómetros al noroeste de La Serena, Región de Coquimbo.
- 15 de abril: De 5,5 grados a las 19:08 horas, con epicentro a 88 kilómetros al norte de la Mina La Escondida, Región de Antofagasta.
- 18 de abril: De 6,6 grados a las 12:08 horas, con epicentro a 30 kilómetros al sureste de Copiapó, Región de Atacama.
- 18 de abril: De 5,0 grados a las 13:55 horas, con epicentro a 26 kilómetros al oeste de Tierra Amarilla, Región de Atacama.
- 18 de abril: De 5,6 grados a las 19:24 horas, con epicentro a 37 kilómetros al norte de Tierra Amarilla, Región de Atacama.
- 27 de abril: De 5,5 grados a las 19:53 horas, con epicentro a 103 kilómetros al noreste de San Juan, Argentina.

### Mayo
- 5 de mayo: De 5,2 grados a las 01:53 horas, con epicentro a 51 kilómetros al noreste de Talca, Región del Maule.
- 11 de mayo: De 5,5 grados a las 04:22 horas, con epicentro a 86 kilómetros al suroeste de Taltal, Región de Antofagasta.
- 15 de mayo: De 5,0 grados a las 05:20 horas, con epicentro a 53 kilómetros al sur de San Pedro de Atacama, Región de Antofagasta.
- 23 de mayo: De 5,8 grados a las 11:52 horas, con epicentro a 24 kilómetros al suroeste de Ovalle, Región de Coquimbo.
- 23 de mayo: De 5,8 grados a las 20:23 horas, con epicentro a 31 kilómetros al norte de La Ligua, Región de Valparaíso.
- 24 de mayo: De 5,2 grados a las 03:17 horas, con epicentro a 58 kilómetros al suroeste de Tongoy, Región de Coquimbo.
- 28 de mayo: De 6,1 grados a las 00:04 horas, con epicentro a 93 kilómetros al suroeste de San Fernando, Región de O'Higgins.

### Junio
- 4 de junio: De 5,0 grados a las 05:40 horas, con epicentro a 67 kilómetros al noroeste de La Serena, Región de Coquimbo.
- 18 de junio: De 6,3 grados a las 09:56 horas, con epicentro a 28 kilómetros al suroeste de Ovalle, Región de Coquimbo.
- 23 de junio: De 5,7 grados a las 07:10 horas, con epicentro a 45 kilómetros al suroeste de Ovalle, Región de Coquimbo.
- 26 de junio: De 5,4 grados a las 03:17 horas, con epicentro a 18 kilómetros al norte de Punitaqui, Región de Coquimbo.
- 27 de junio: De 5,2 grados a las 13:48 horas, con epicentro a 59 kilómetros al noroeste de Vallenar, Región de Atacama.

### Julio
- 2 de julio: De 5,0 grados a las 16:20 horas, con epicentro a 124 kilómetros al noreste de San Juan, Argentina.
- 11 de julio: De 5,6 grados a las 07:10 horas, con epicentro a 187 kilómetros al este de Paihuano, Región de Coquimbo.
- 19 de julio: De 5,2 grados a las 02:55 horas, con epicentro a 17 kilómetros al noroeste de Santiago, Región Metropolitana.

### Agosto
- 2 de agosto: De 5,1 grados a las 14:51 horas, con epicentro a 99 kilómetros al noroeste de Vallenar, Región de Atacama.
- 6 de agosto: De 5,2 grados a las 18:20 horas, con epicentro a 25 kilómetros al norte de Santa Cruz, Región de O'Higgins.
- 9 de agosto: De 5,1 grados a las 18:38 horas, con epicentro a 31 kilómetros al suroeste de La Huiguera, Región de Coquimbo.
- 15 de agosto: De 5,3 grados a las 22:10 horas, con epicentro a 188 kilómetros al oeste de San Fernando, Región de O'Higgins.
- 15 de agosto: De 5,2 grados a las 23:29 horas, con epicentro a 204 kilómetros al sur de Mendoza, Argentina.
- 20 de agosto: De 5,2 grados a las 09:48 horas, con epicentro a 160 kilómetros al suroeste de San Fernando, Región de O'Higgins.
- 21 de agosto: De 5,0 grados a las 03:07 horas, con epicentro a 47 kilómetros al este de San Fernando, Región de O'Higgins.
- 21 de agosto: De 5,3 grados a las 22:44 horas, con epicentro a 60 kilómetros al noreste de San Juan, Argentina.
- 22 de agosto: De 5,0 grados a las 22:32 horas, con epicentro a 183 kilómetros al oeste de San Fernando, Región de O'Higgins.
- 29 de agosto: De 5,0 grados a las 06:43 horas, con epicentro a 143 kilómetros al norte de Moquegua, Perú.

### Septiembre
- 23 de septiembre: De 6,4 grados a las 23:57 horas, con epicentro a 62 kilómetros al oeste de Ciudad de San Juan, Argentina.
- 30 de septiembre: De 5,4 grados a las 09:06 horas, con epicentro a 35 kilómetros al sur de San Fernando, Región de O'Higgins.

### Octubre
- 6 de octubre: De 5,1 grados a las 07:21 horas, con epicentro a 29 kilómetros al oeste de Vallenar, Región de Atacama.
- 13 de octubre: De 5,1 grados a las 20:52 horas, con epicentro a 42 kilómetros al noroeste de Quillota, Región de Valparaíso.
- 31 de octubre: De 5,2 grados a las 17;36 horas, con epicentro a 158 kilómetros al oeste de Valdivia, Región de los Ríos.

### Noviembre
- 10 de noviembre: De 5,2 grados a las 22:27 horas, con epicentro a 49 kilómetros al suroeste de Canela Baja, Región de Coquimbo.
- 13 de noviembre: De 5,0 grados a las 00:07 horas, con epicentro a 62 kilómetros al sur de Diego de Almagro, Región de Atacama.
- 19 de noviembre: De 5,9 grados a las 01:14 horas, con epicentro a 164 kilómetros al este de Vicuña, Región de Coquimbo.
- 23 de noviembre: De 5,4 grados a las 10:33 horas, con epicentro a 58 kilómetros al norte de Tocopilla, Región de Antofagasta.
- 29 de noviembre: De 5,1 grados a las 03:18 horas, con epicentro a 233 kilómetros al norte de Córdoba, Argentina.

### Diciembre
- 1 de diciembre: De 5,3 grados a las 22:25 horas, con epicentro a 23 kilómetros al noroeste de Punitaqui, Región de Coquimbo.
- 4 de diciembre: De 5,2 grados a las 18:03 horas, con epicentro a 180 kilómetros al noreste de San Juan, Argentina.
- 12 de diciembre: De 5,0 grados a las 01:03 horas, con epicentro a 114 kilómetros al este de San Juan, Argentina.
- 13 de diciembre: De 5,3 grados a las 16:25 horas, con epicentro a 68 kilómetros al noroeste de San Pedro de Atacama, Región de Antofagasta.
- 14 de diciembre: De 5,0 grados a las 23:12 horas, con epicentro a 188 kilómetros al oeste de San Fernando, Región de O'Higgins.
- 18 de diciembre: De 5,0 grados a las 15:25 horas, con epicentro a 51 kilómetros al noroeste de Temuco, Región de la Araucanía.
- 26 de diciembre: De 5,5 grados a las 19:20 horas, con epicentro a 44 kilómetros al norte de San Juan, Argentina.